# Renée Sintenis

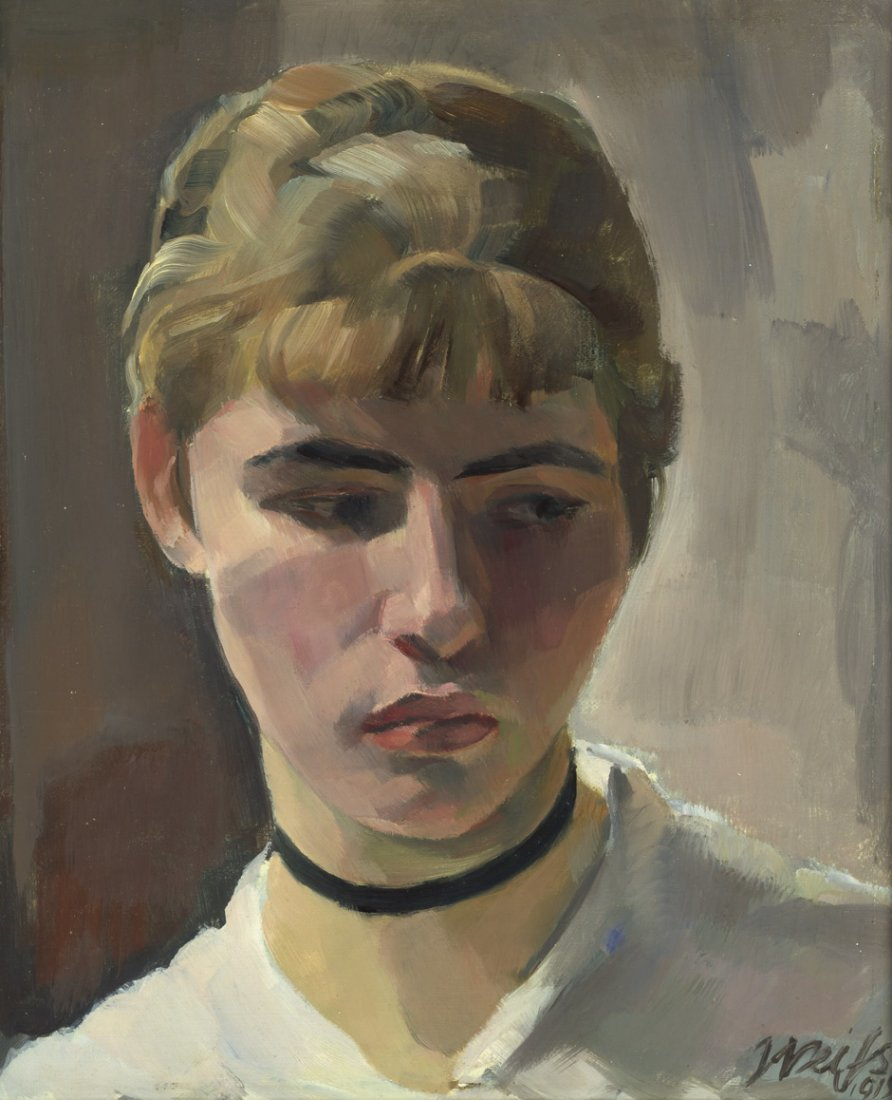
Renée Sintenis, målning av Emil Rudolf Weiß.

Renée Sintenis, egentligen Renate Alice Sintenis, född 20 mars 1888 i Glatz (idag Kłodzko), död 22 april 1965 i Berlin, var en tysk skulptör och grafiker. Hon skapade Guldbjörnen som utdelas vid filmfestivalen i Berlin.
Sintenis familj var under hennes barndom efter flytten från Glatz bosatt i Neuruppin, Stuttgart och Berlin. Trots tidig undervisning i konst påbörjade hon enligt faderns önskan, men mot sin vilja, en utbildning till sekreterare. Kort senare kom splittringen med familjen och Renée Sintenis blev självständig konstnär. Året 1913 fick hon visa skulpturerna i sin första utställning. Äktenskapet med målaren Emil Rudolf Weiß gynnade hennes karriär. Hon blev efter Käthe Kollwitz den andra kvinnliga ledamoten av Berlins konstakademi.
Efter nazisternas maktövertagande 1933 avvisades hennes verk från alla utställningar på grund av att hennes mormor var judinna. Skulpturerna och målningarna betraktades av den nya eliten som Entartete Kunst. Under andra världskriget dog Sintenis make och hennes ateljé förstördes av en bomb.
Efter kriget fick hon sitt renommé tillbaka. Sintenis blev professor vid Universität der Künste och höll föreläsningar vid Akademie der Künste (en efterföljare till den gamla akademin). Av skulpturen som blev Guldbjörnen finns större varianter i samma storlek som en björn. En uppställdes intill motorvägen nära kontrollpunkten Dreilinden vid Västberlins stadsgräns.
Sintenis mottog även en bronsmedalj i samband med de olympiska sommarspelen 1928 i Amsterdam.

## Galleri

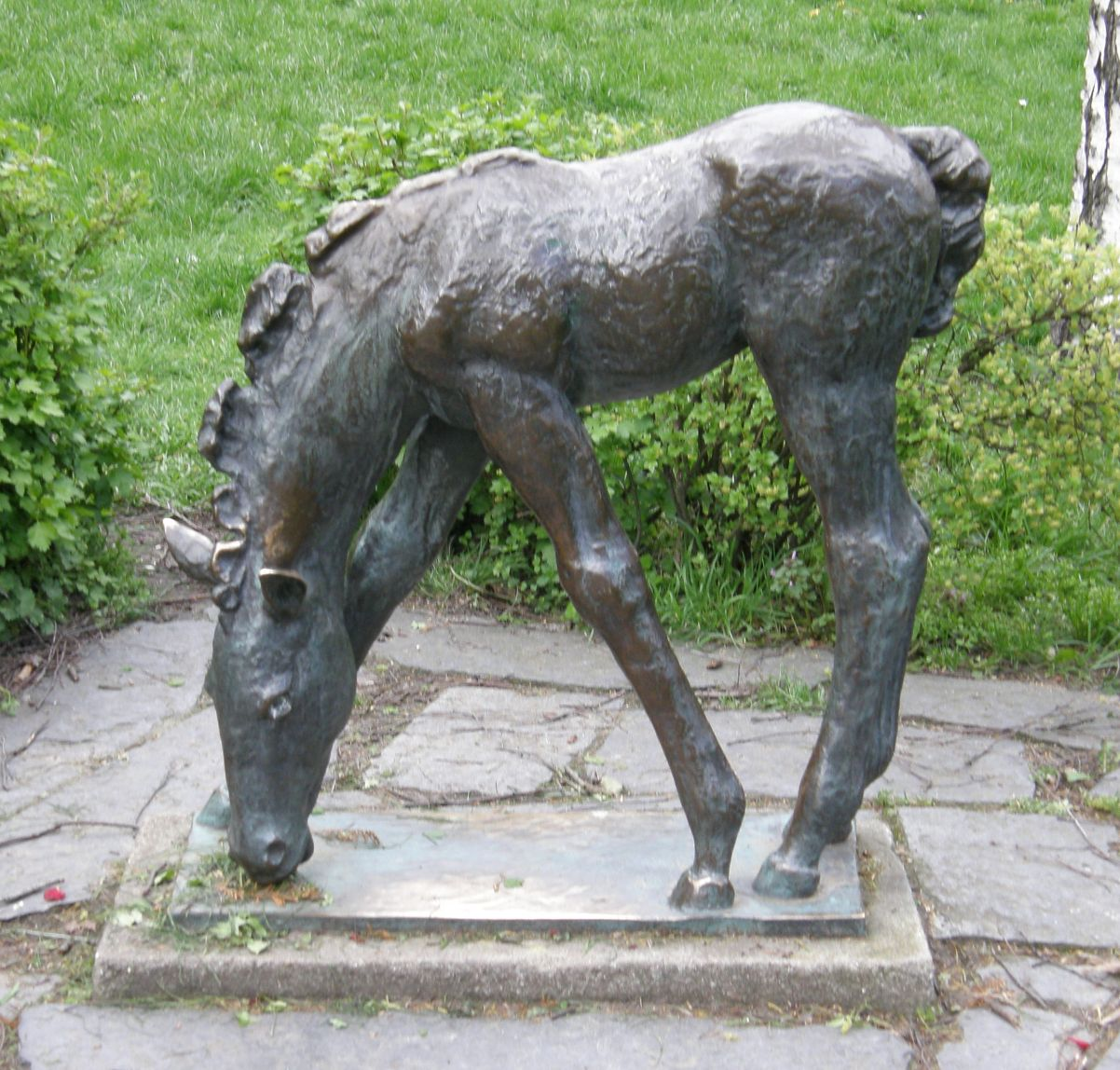
Gräsätande föl
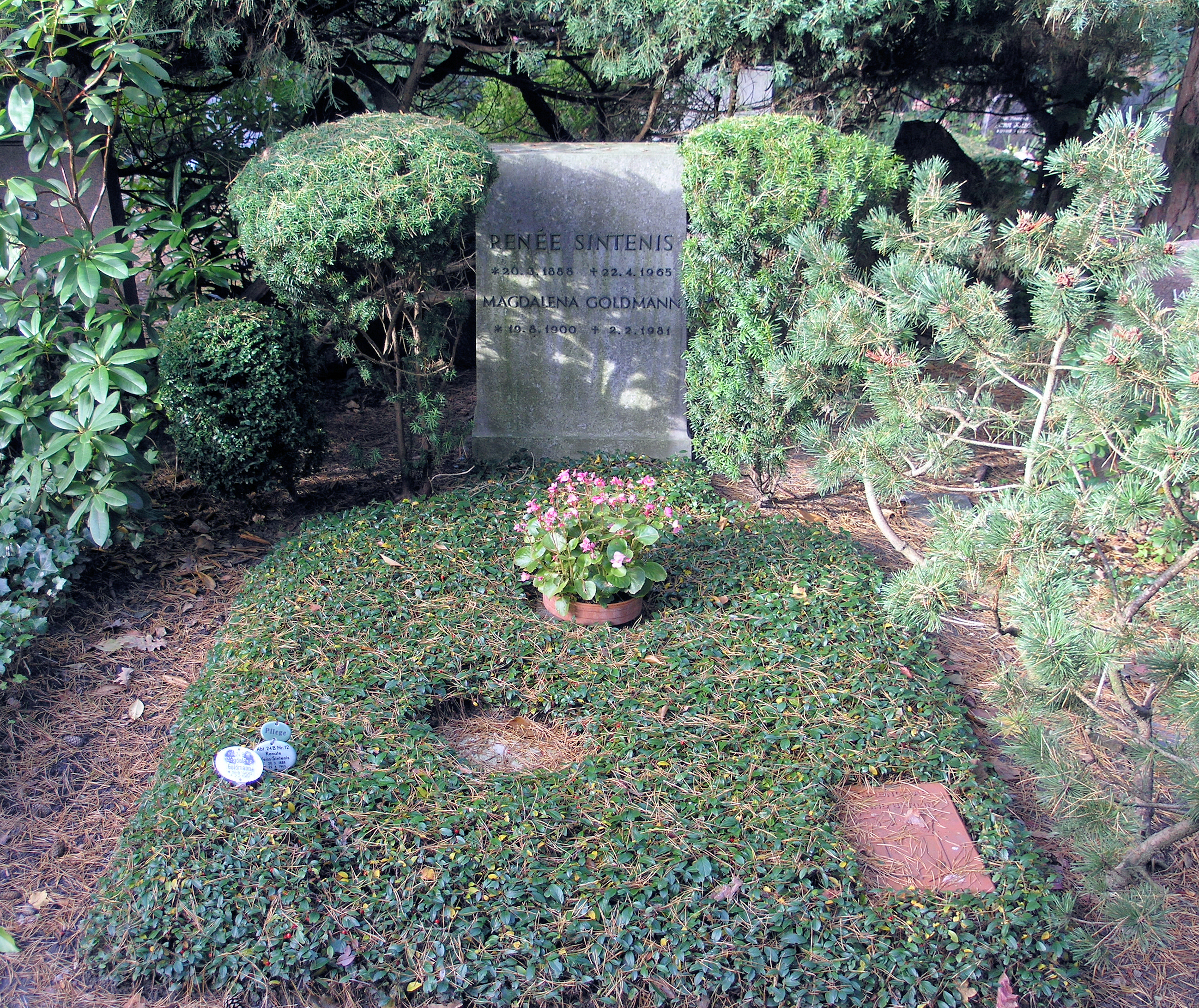
Renée Sintenis gravvård